# Akiba Eger

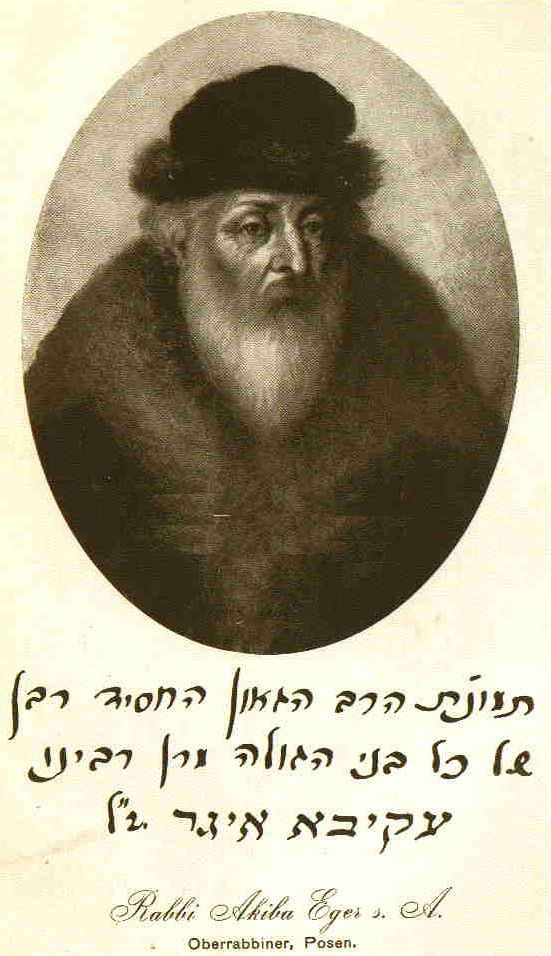
Akiba Eger. Hebräische Bildunterschrift: „Abbildung des Rab HaGaon he-chassid, Meister aller Söhne der Verbannung, unser Lehrer Akiba Eiger seligen Angedenkens“

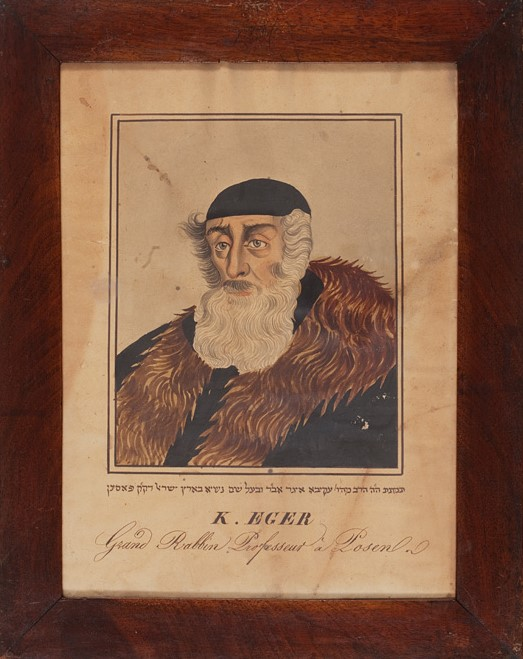
Porträt des Rabbiners Akiba Eger aus dem 19. Jahrhundert, in der Sammlung des Jüdischen Museums der Schweiz.

Akiba Eger (Aqiba Eger, Akiba ben Mose Eger, Akiba der Jüngere. Akiba ben Moses Gins aus Eisenstadt; geboren am 8. November 1761 in Eisenstadt, Burgenland; gestorben am 12. Oktober 1837 in Posen) war ein Rabbiner in Märkisch-Friedland und Posen. Er gilt als talmudische Autorität.

## Leben
Akiba Eger, ein Enkel von Akiba Eger dem Älteren (1720–1758), einem angesehenen Rabbiner in Pressburg, war eine herausragende Persönlichkeit seiner Zeit. Schon in jungen Jahren zeigte Akiba außergewöhnliche Talente im Talmud, was dazu führte, dass sein Onkel, Wolf Eger, späterer Rabbiner von Leipnik, ihn in Breslau unter seine Fittiche nahm. Die wohlhabende Familie Margalioth aus Lissa gab Akiba ihre Tochter Glueckche zur Ehe.
Er wurde von seinem Onkel, dem Rabbiner Benjamin Wolf Eger, in Breslau unterwiesen, bevor er selbst Rosch-Jeschiwa in Polnisch-Lissa wurde. Die Ehe mit Glueckche ließ ihn zunächst zögern, eine Rabbinerstelle anzunehmen, da er es als unvereinbar mit seiner idealistischen Natur empfand, aus dem Studium des Gesetzes materiellen Nutzen zu ziehen. 
Nachdem sein Schwiegervater in Armut geraten war, nahm Eger das Rabbinat von Märkisch-Friedland in Westpreußen an, das er von 1791 bis 1815 innehatte. In den letzten 22 Jahren seines Lebens war er Rabbiner in Posen.
Eger galt als einer der bedeutendsten jüdischen Gelehrten seiner Zeit sowie als inoffizieller Oberrabbiner der Provinz Posen. Trotz mehrerer Angebote, sein Amt niederzulegen, blieb er auf Drängen seiner Gemeinde und Familie im Amt. 
Sein edler Charakter und sein tiefgreifendes Wissen im Talmud machten ihn bei den gelehrten Juden international bekannt und beliebt. Eger war ein strenger Kasuist der alten Schule und verfasste bedeutende Werke über den Talmud und den Shulkhan Arukh.
Er verteidigte die Orthodoxie gegen die Neuerungen der Maskilim und trat für Reformen ein, insbesondere im Schulwesen. Trotz seiner ablehnenden Haltung gegenüber weltlicher Bildung und Reformen wurde er für seine Milde und Selbstlosigkeit geschätzt. Sein humanitäres Handeln während der Choleraepidemie von 1831 wurde vom preußischen König Friedrich Wilhelm III. besonders gewürdigt.

## Schriften (Auswahl)
- Giljon ha-Schas (zum Talmud)
- Haggahot (zur Mischna und zum Schulchan Aruch)
- Responsen